# Si tu aimes ma musique
"Si tu aimes ma musique" (Se gostas da minha música) foi a canção que representou a Bélgica no Festival Eurovisão da Canção 1982 interpretada em francês por Stella.
A referida canção tinha letra de Jo May, música de Fred Bekky, Rony Brack e Bobott e foi orquestrada por Jacques Say. De referir que Stella já havia participado por duas vezes no Festival Eurovisão da Canção: em 1970 pelos Países Baixos no grupo Hearts of Soul e em 1977 pela Bélgica no grupo Dream Express.
A canção belga foi a 11.ª a ser interpretada na noite do festival, a seguir à canção austríaca e antes da canção espanhola interpretada por Lucía. No final da votação, recebeu 96 pontos, classificando-se em quarto lugar (entre 18 países concorrentes).
A canção é um apelo à unidade, com Stella pedindo que "Se gostas da minha música, canta comigo"